# Castelverrino
Castelverrino là một đô thị ở tỉnh Isernia trong vùng Molise, có cự ly khoảng 30 km về phía tây bắc của Campobasso và khoảng 25 km về phía đông bắc của Isernia. Tại thời điểm ngày 31 tháng 12 năm 2004, đô thị này có dân số 124 và diện tích là 6,2 km².
Castelverrino giáp các đô thị: Agnone, Pietrabbondante, Poggio Sannita.